# Étienne Trubert
Pour les articles homonymes, voir Trubert.
Étienne Trubert est un homme politique français né le 10 novembre 1845 à Paris et décédé le 15 novembre 1909 à Paris. Il est député centre droit du Tarn et Garonne de 1877 à 1881 et de 1885 à 1889.

## Biographie
Il épouse Jeanne Gaillard le 15 février 1887. Ils ont cinq enfants, dont la résistante Alice Soulange-Bodin, morte en déportation à Ravensbrück.
Auditeur au Conseil d’État, il est chef-adjoint de cabinet du duc de Broglie, président du conseil. Conseiller général, il est député de Tarn-et-Garonne de 1877 à 1881 et de 1885 à 1889, siégeant au centre droit.

## Sources
- « Étienne Trubert », dans Adolphe Robert et Gaston Cougny, Dictionnaire des parlementaires français, Edgar Bourloton, 1889-1891 [détail de l’édition]
- « Étienne Trubert », dans le Dictionnaire des parlementaires français (1889-1940), sous la direction de Jean Jolly, PUF, 1960 [détail de l’édition]